# Jaromír Drahoňovský
Jaromír Drahoňovský (* 5. března 1963) je bývalý český fotbalista.

## Fotbalová kariéra
V československé lize hrál za Duklu Praha. Nastoupil v 1 ligovém utkání. Ve druhé nejvyšší soutěži hrál za TJ LIAZ Jablonec a nastoupil ve 44 utkáních.

## Ligová bilance
| Ročník                                   | Zápasy | Góly | Klub             |
| ---------------------------------------- | ------ | ---- | ---------------- |
| 1. československá fotbalová liga 1982/83 | 1      | 0    | Dukla Praha      |
| česká národní fotbalová liga 1984/85     | 23     | 0    | TJ LIAZ Jablonec |
| česká národní fotbalová liga 1985/86     | 21     | 0    | TJ LIAZ Jablonec |
| CELKEM                                   | 1      | 0    |                  |